# Classe Wickes
La classe Wickes est une classe de cent onze destroyers de l'United States Navy construits entre 1917 et 1921 et actifs jusqu'en 1946. Parallèlement à la classe précédente Caldwell de six destroyers et à la classe suivante Clemson de 156 destroyers, la classe Wickes est composée de destroyers de type flush deck ou four-stack (quatre cheminées). Seuls quelques-uns des navires de la classe sont achevés à temps pour servir lors de la Première Guerre mondiale, dont l’USS Wickes (DD-75), premier navire de la classe.
Alors que certains navires sont démolis dans les années 1930, le reste sert lors de la Seconde Guerre mondiale. La plupart d'entre eux sont convertis à d'autres usages et la quasi-totalité des navires en service dans l'US Navy est modifiée. La moitié de leurs chaudières et une à plusieurs cheminées sont enlevées afin d’augmenter la capacité d’emport de carburant et, donc, leur rayon d’action, ainsi que le nombre de troupes embarquées. D'autres ont été transférés à la Royal Navy et la Marine royale canadienne, dont certains sont plus tard transférés à la Marine soviétique. Tous sont mis au rebut dans les années qui suivent la Seconde Guerre mondiale.

## Contexte
Le destroyer est à cette époque un type de navire de combat relativement nouveau en particulier pour la marine américaine. Il est conçu en réponse au développement des torpilleurs qui apparaissent dans les années 1860 et notamment lors de la guerre de Sécession, et surtout après le développement de la torpille autopropulsée Whitehead. Au cours de la guerre hispano-américaine, on se rend rapidement compte de la nécessité de disposer de navire capable de faire écran aux torpilleurs et protéger des navires plus grands et très couteux comme les cuirassés, si bien qu'un conseil spécial des plans de guerre dirigé par Theodore Roosevelt publie un rapport urgent plaidant pour le développement de ce type de navire.
Une série de destroyers avait été construite au cours des années précédentes, conçu pour de hautes vitesses par mer calme, mais avec des résultats médiocres par grosse mer et gros consommateur de carburant. La leçon de ces premiers destroyers permet de comprendre la nécessité de disposer de véritables capacités maritimes et qui tiennent bien la haute mer. La Navy ne disposant que de quelques croiseurs (aucun croiseur n'a été lancé depuis 1908), parmi une flotte essentiellement composée de cuirassés et de destroyers, de sorte que ces derniers effectuent des missions de reconnaissance. Un rapport d'octobre 1915 du capitaine William Sims note que les petits destroyers consomment leur carburant beaucoup trop rapidement, et les simulations et plans de guerre montrent la nécessité pour les navires rapides de disposer d’un plus grand rayon d'action. En conséquence, la taille des classes de destroyers américains augmente régulièrement, entre 1905 et 1916, leur tonnage passe de 450 tonnes à plus de 1 000 tonnes. Depuis, l'augmentation de la taille de destroyer n'a jamais cessé, notamment avec les classes de destroyer actuelles Arleigh Burke, 10 800 tonnes à pleine charge, et Zumwalt 14 564 tonnes à pleine charge. La nécessité d'obtenir une grande vitesse, une capacité de croisière économique, des performances en haute mer, et une capacité élevée de carburant pousse au développement de navires à grandes coques, à l'utilisation du fioul, à la réduction des turbines à vapeur avec des turbines de croisière, et à augmenter les capacités en carburant.
Avec le début de la Première Guerre mondiale, en particulier à partir de sa deuxième année et de l'augmentation des tensions entre l'Allemagne et les États-Unis, ces derniers décident d'élargir leur marine. La loi navale de 1916 (Naval Act of 1916 (en)) appelle à une marine « à nulle autre pareille », capable de protéger à la fois les côtes Atlantique et Pacifique des États-Unis. La loi autorise la construction de 10 cuirassés, 6 croiseurs de bataille de classe Lexington, 10 croiseurs légers de classe Omaha, et 50 destroyers de classe Wickes. Le General Board of the United States Navy recommande ultérieurement la construction d’un plus grand nombre encore de destroyer afin de lutter contre la menace des sous-marins. Finalement, c’est un total de 267 destroyers construits de classe Wickes et Clemson. Cependant, la conception des navires demeure optimisée pour un fonctionnement avec la flotte de cuirassés.

## Conception
Les exigences pour cette nouvelle conception sont une grande vitesse et la production de masse. En effet, le développement de la guerre sous-marine pendant la Première Guerre mondiale crée le besoin d’un grand nombre de destroyers, ce qui n’avait pas été envisagé avant la guerre. De même, une vitesse de pointe de 35 nœuds (65 km/h) est nécessaire pour opérer avec les navires de la classe Lexington et de la classe Omaha. Le désigne final utilise une plate-forme du type Flush deck et quatre cheminées. C’est une évolution directe de la classe Caldwell précédente. L'insatisfaction générale avec les modèles antérieurs " 1 000 tonnes " (classe Cassin et Tucker) conduit à cette évolution de la coque du type flush deck. Une grande largeur et une structure flush deck fournissent une plus grande résistance de la coque. En outre, la classe Wickes dispose de 26 000 ch (19 000 kW) (soit 6 000 ch (4500 kW) de plus que la classe Caldwell), fournissant un supplément de cinq nœuds (9,3 km/h). L'agencement de machines de certains des Caldwells a été utilisé, avec des turbines à vapeur orientées sur deux arbres,.
La puissance supplémentaire nécessite un moteur plus lourd de 100 tonnes et la réduction de la transmission. La conception comprend une quille et des arbres d'hélices presque horizontaux pour réduire le poids. Comme la construction est entreprise par dix constructeurs différents, il y a des variations considérables dans les types de chaudières et turbines installées afin de répondre à l’exigence de vitesse. Cependant, il y a essentiellement deux modèles de base ; un pour les navires construits par les chantiers Bethlehem Steel (y compris Union Iron Works) et un autre utilisé par les chantiers navals restants, préparé par Bath Iron Works.
La classe Wickes ne dispose finalement que d’un faible rayon d’action du fait de sa forte consommation de carburant, de plus sa forme sans gaillard d'avant ne protège pas le pont principal, la passerelle et le canon avant des fortes vagues et des projections d’eau. La poupe effilée développée pour faciliter de déploiement de charge de profondeur, creuse dans l'eau et augmente le rayon de braquage, entravant finalement ses capacités anti-sous-marines. Afin de pallier certains de ces défauts, la classe Clemson ajouté 100 tonnes de réservoirs de carburant pour améliorer son rayon d'action, mais ce problème, n'est véritablement résolue que par le développement du ravitaillement en mer lors de la Seconde Guerre mondiale.

## Armement
L'armement principal est le même que celui de la classe Caldwell : quatre canons de 4 pouces 50 calibres, et douze tubes lance-torpilles de 533 mm. Alors que l'armement d’artillerie est typique pour les constructions de cette période, le système de torpille est plus grand que d'habitude, en conformité avec la pratique américaine de l'époque. Un des facteurs dans la taille de cet armement est la décision du General Board of the United States Navy d'utiliser le flanc du navire plutôt que la ligne médiane pour les tubes lance-torpilles. C'est dû à la volonté d'avoir quelques torpilles restantes après la mise à feu d'un flanc, et les problèmes rencontrés avec le montage sur la ligne centrale des précédentes classes où les torpilles cognaient les plats-bords après un tir. La torpille Mark 8 équipe initialement la classe et demeure probablement la torpille standard sur la durée de vie de cette dernière, avec notamment 600 torpilles Mark 8 remises aux Britanniques en 1940 dans le cadre du Destroyers for Bases Agreement.
La plupart des navires sont équipés d’un canon anti-aérien de 3 pouces/23 calibres, généralement juste à l'arrière du canon de poupe de 4 pouces. La conception originale introduit deux canons anti-aériens canon de 1 livre QF, mais la disponibilité de ceux-ci est rare et un canon de 3 pouces est plus courant. L’armement anti-sous-marin (anti-submarine weapon (en)/ASW) est ajouté au cours de la Première Guerre mondiale. Typiquement, les navires sont équipés d’une seule rampe de grenade anti-sous-marine à l'arrière, avec un projecteur de grenade de type lanceur Y en avant du rouf arrière.

## Production

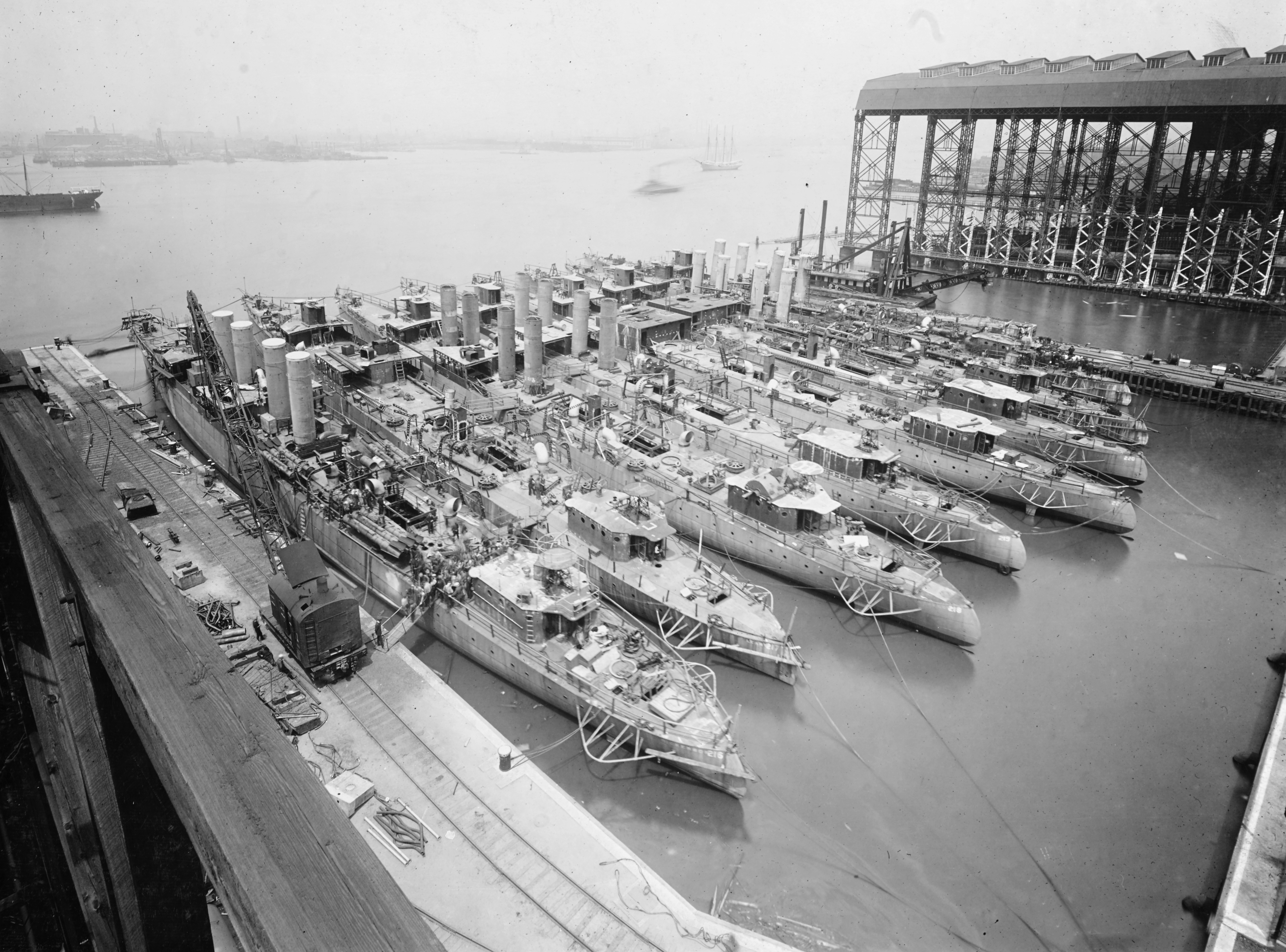
Huit destroyers de la classe Wickes au New York Shipbuilding Corporation, Camden, New Jersey, mai 1919.

Le Congrès américain autorise la construction de cinquante destroyers par la loi de 1916. Cependant, la guerre sous-marine pousse les Américains à doubler ce chiffre et c’est 111 qui sont finalement construits. Les navires sont construits par Bath Iron Works, Chantier naval Fore River de Quincy de Bethlehem Steel Corporation, Union Iron Works, Mare Island Naval Shipyard, Newport News Shipbuilding, New York Shipbuilding Corporation, et William Cramp and Sons. En tous, 267 navires de classe Wickes et de classe Clemson (une évolution de la classe Wickes) sont construits. Ce qui fait de ce programme une réalisation industrielle majeure pour les États-Unis,. La production de ces destroyers est jugée si importante que le travail sur les croiseurs et les cuirassés est retardé pour permettre l'achèvement du programme. Le premier navire de classe Wickes est lancé le 11 novembre 1917 et quatre autres à la fin de l'année. La production atteint un sommet en juillet 1918, alors que 17 sont lancés, dont 15 le 4 juillet.
Le programme continue après la guerre : 21 destroyers de la classe Wickes (et neuf de la classe Clemson) sont lancés après l'armistice, le 11 novembre 1918. Le dernier navire de la classe Wickes est lancé le 24 juillet 1919. Ce programme laisse l'US Navy avec un si grand nombre de destroyers qu'aucun nouveau destroyer n'est construit jusqu'en 1932.
| Nom                          | Rebatisé        | Chantier                  | Sur cale          | Lancement         | Mise en service   | Sort ultime*                                                            |
| ---------------------------- | --------------- | ------------------------- | ----------------- | ----------------- | ----------------- | ----------------------------------------------------------------------- |
| USS Wickes (DD-75)           | HMS Montgomery  | Bath Iron Works           | 26 juin 1917      | 25 juin 1918      | 31 juillet 1918   | Vendu pour la ferraille Grande-Bretagne 1945                            |
| USS Philip (DD-76)           | HMS Lancaster   | Bath Iron Works           | 1 septembre 1917  | 25 juillet 1918   | 24 août 1918      | Vendu pour la ferraille Grande-Bretagne 1947                            |
| USS Woolsey (DD-77)          | -               | Bath Iron Works           | 1 novembre 1917   | 17 septembre 1918 | 30 septembre 1918 | Coulé par abordage 21 février 1921                                      |
| USS Evans (DD-78)            | HMS Mansfield   | Bath Iron Works           | 28 décembre 1917  | 30 octobre 1918   | 11 novembre 1918  | Vendu pour la ferraille Grande-Bretagne 1945                            |
| USS Little (DD-79)           | APD-4           | Bethlehem Fore River      | 18 juin 1917      | 11 novembre 1917  | 6 avril 1918      | Coulé Guadalcanal 4 septembre 1942                                      |
| USS Kimberly (DD-80)         | -               | Bethlehem Fore River      | 21 juin 1917      | 14 décembre 1917  | 26 avril 1918     | Vendu pour la ferraille USA 20 avril 1939                               |
| USS Sigourney (DD-81)        | HMS Newport     | Bethlehem Fore River      | 25 août 1917      | 16 décembre 1917  | 15 mai 1918       | Vendu pour la ferraille Grande-Bretagne 18 février 1947                 |
| USS Gregory (DD-82)          | APD-3           | Bethlehem Fore River      | 25 août 1917      | 27 janvier 1918   | 1 juin 1918       | Coulé Guadalcanal 4 septembre 1942                                      |
| USS Stringham (DD-83)        | -               | Bethlehem Fore River      | 19 septembre 1917 | 30 mars 1918      | 2 juillet 1918    | Vendu pour la ferraille USA mars 1946                                   |
| USS Dyer (DD-84)             | -               | Bethlehem Fore River      | 26 septembre 1917 | 13 avril 1918     | 1 juillet 1916    | Vendu pour la ferraille USA 8 septembre 1936                            |
| USS Colhoun (DD-85)          | APD-2           | Bethlehem Fore River      | 19 septembre 1917 | 21 février 1911   | 13 juin 1918      | Coulé Guadalcanal 30 août 1942                                          |
| USS Stevens (DD-86)          | -               | Bethlehem Fore River      | 20 septembre 1917 | 13 janvier 1918   | 24 mai 1918       | Vendu pour la ferraille le 8 septembre 1936                             |
| USS McKee (DD-87)            | -               | Union Iron Works          | 29 octobre 1917   | 23 mars 1918      | 7 septembre 1918  | Vendu pour la ferraille USA janvier 1936                                |
| USS Robinson (DD-88)         | HMS Newmarket   | Union Iron Works          | 31 octobre 1917   | 28 mars 1918      | 19 octobre 1918   | Vendu pour la ferraille Grande-Bretagne septembre 1945                  |
| USS Ringgold (DD-89)         | HMS Newark      | Union Iron Works          | 20 octobre 1917   | 14 avril 1918     | 14 novembre 1918  | Vendu pour la ferraille Grande-Bretagne 18 février 1947                 |
| USS McKean (DD-90)           | APD-5           | Union Iron Works          | 12 février 1918   | 4 juillet 1918    | 25 février 1919   | Coulé Salomons 17 novembre 1943                                         |
| USS Harding (DD-91)          | -               | Union Iron Works          | 12 février 1918   | 4 juillet 1918    | 4 janvier 1919    | Vendu pour la ferraille USA 8 septembre 1936                            |
| USS Gridley (DD-92)          | -               | Union Iron Works          | 1 avril 1918      | 4 juillet 1918    | 8 mars 1919       | Vendu pour la ferraille USA 19 avril 1939                               |
| USS Fairfax (DD-93)          | HMS Richmond    | Mare Island Navy Yard     | 10 juillet 1917   | 15 décembre 1917  | 6 avril 1918      | Vendu pour la ferraille Grande-Bretagne 24 juin 1949                    |
| USS Taylor (DD-94)           | -               | Mare Island Navy Yard     | 15 octobre 1917   | 14 février 1918   | 1 juin 1918       | Vendu pour la ferraille USA août 1945                                   |
| USS Bell (DD-95)             | -               | Bethlehem Fore River      | 16 novembre 1917  | 20 avril 1918     | 31 juillet 1918   | Vendu pour la ferraille USA 18 avril 1939                               |
| USS Stribling (DD-96)        | DM-1            | Bethlehem Fore River      | 14 décembre 1917  | 29 mai 1918       | 16 août 1918      | Coulé comme cible 1937                                                  |
| USS Murray (DD-97)           | DM-2            | Bethlehem Fore River      | 22 décembre 1917  | 8 juin 1918       | 21 août 1918      | Vendu pour la ferraille USA 29 septembre 1936                           |
| USS Israel (DD-98)           | DM-3            | Bethlehem Fore River      | 26 janvier 1918   | 22 juin 1918      | 13 septembre 1918 | Vendu pour la ferraille USA 18 avril 1939                               |
| USS Luce (DD-99)             | DM-4            | Bethlehem Fore River      | 9 février 1918    | 29 juin 1918      | 11 septembre 1918 | Vendu pour la ferraille USA 13 novembre 1936                            |
| USS Maury (DD-100)           | DM-5            | Bethlehem Fore River      | 4 mai 1918        | 4 juillet 1918    | 23 septembre 1918 | Vendu pour la ferraille USA 1 mai 1934                                  |
| USS Lansdale (DD-101)        | DM-6            | Bethlehem Fore River      | 20 avril 1918     | 21 juillet 1918   | 26 octobre 1918   | Vendu pour la ferraille USA 28 décembre 1936                            |
| USS Mahan (DD-102)           | DM-7            | Bethlehem Fore River      | 4 mai 1918        | 4 août 1918       | 24 octobre 1918   | Vendu pour la ferraille USA 17 janvier 1931                             |
| USS Schley (DD-103)          | -               | Union Iron Works          | 29 octobre 1917   | 28 mars 1918      | 20 septembre 1918 | Vendu pour la ferraille USA 1946                                        |
| USS Champlin (DD-104)        | -               | Union Iron Works          | 31 octobre 1917   | 7 avril 1918      | 11 novembre 1918  | Coulé en essais 12 avril 1936                                           |
| USS Mugford (DD-105)         | -               | Union Iron Works          | 20 décembre 1917  | 14 avril 1918     | 25 novembre 1918  | Vendu pour la ferraille USA 1936                                        |
| USS Chew (DD-106)            | -               | Union Iron Works          | 2 janvier 1918    | 26 mai 1918       | 12 décembre 1918  | Vendu pour la ferraille USA 4 octobre 1946                              |
| USS Hazelwood (DD-107)       | -               | Union Iron Works          | 24 décembre 1917  | 22 juin 1918      | 20 février 1919   | Vendu pour la ferraille USA 14 avril 1930                               |
| USS WiIliams (DD-108)        | HMS St Clair    | Union Iron Works          | 25 mars 1918      | 4 juillet 1918    | 1 mars 1919       | Vendu pour la ferraille Grande-Bretagne 1946                            |
| USS Crane (DD-109)           | -               | Union Iron Works          | 7 janvier 1918    | 4 juillet 1918    | 18 avril 1919     | Vendu pour la ferraille USA 1 novembre 1946                             |
| USS Hart (DD-110)            | DM-8            | Union Iron Works          | 8 janvier 1918    | 4 juillet 1918    | 26 mai 1919       | Vendu pour la ferraille USA 25 février 1932                             |
| USS Ingraham (DD-111)        | DM-9            | Union Iron Works          | 12 janvier 1918   | 4 juillet 1918    | 15 mai 1919       | Vendu pour la ferraille USA 1936                                        |
| USS Ludlow (DD-112)          | DM-10           | Union Iron Works          | 7 janvier 1918    | 9 juin 1918       | 23 décembre 1918  | Vendu pour la ferraille USA 10 mars 1931                                |
| USS Rathburne (DD-113)       | -               | Wiliam Cramp and Sons     | 12 juillet 1917   | 27 décembre 1917  | 24 juin 1918      | Vendu pour la ferraille USA novembre 1946                               |
| USS Talbot (DD-114)          | -               | Wiliam Cramp and Sons     | 12 juillet 1917   | 1 février 1918    | 20 juillet 1918   | Vendu pour la ferraille USA 30 janvier 1946                             |
| USS Waters (DD-115)          | -               | Wiliam Cramp and Sons     | 26 juillet 1917   | 3 mars 1916       | 8 août 1918       | Vendu pour la ferraille USA 10 mai 1946                                 |
| USS Dent (DD-116)            | -               | Willam Cramp and Sons     | 30 août 1917      | 23 mars 1918      | 9 septembre 1918  | Vendu pour la ferraille USA 13 juin 1946                                |
| USS Dorsey (DD-117)          | DMS-1           | Willam Cramp and Sons     | 18 septembre 1917 | 9 avril 1918      | 16 septembre 1918 | Échouement 9 octobre 1914. Épave détruite 1 janvier 1946                |
| USS Lea (DD-118)             | -               | Wiliam Cramp and Sons     | 18 septembre 1917 | 29 avril 1918     | 2 octobre 1918    | Vendu pour la ferraille USA 30 novembre 1946                            |
| USS Lamberton (DD-119)       | DMS-2           | Newport News Shipbuilding | 1 octobre 1917    | 30 mars 1918      | 22 août 1918      | Vendu pour la ferraille USA 9 mai 1947                                  |
| USS Radford (DD-120)         | -               | Newport News Shipbuilding | 2 octobre 1917    | 5 avril 1918      | 30 septembre 1918 | Coulé comme cible 5 août 1936                                           |
| USS Montgomery (DD-121)      | DM-17           | Newport News Shipbuilding | 2 octobre 1917    | 5 avril 1918      | 30 septembre 1918 | Vendu pour la ferraille USA 11 mars 1946                                |
| USS Breese (DD-122)          | DM-18           | Newport News Shipbuilding | 10 novembre 1917  | 11 mai 1918       | 23 octobre 1918   | Vendu pour la ferraille USA 16 mai 1946                                 |
| USS Gamble (DD-123)          | DM-15           | Newport News Shipbuilding | 12 novembre 1917  | 11 mai 1918       | 29 novembre 1918  | Coulé après échouement 16 juillet 1945                                  |
| USS Ramsay (DD-124)          | DM-16           | Newport News Shipbuilding | 21 décembre 1917  | 8 juin 1918       | 15 février 1919   | Vendu pour la ferraille USA 21 novembre 1946                            |
| USS Tattnall (DD-125)        | -               | New York Shipbuilding     | 1 décembre 1917   | 5 septembre 1918  | 26 juin 1919      | Vendu pour la ferraille USA 17 octobre 1946                             |
| USS Badger (DD-126)          | -               | New York Shipbuilding     | 9 janvier 1918    | 24 août 1918      | 29 mai 1919       | Vendu pour la ferraille USA 30 novembre 1945                            |
| USS Twiggs (DD-127)          | HMS Leamington  | New York Shipbuilding     | 23 janvier 1918   | 28 septembre 1918 | 28 juillet 1919   | Vendu pour la ferraille Grande-Bretagne 26 juillet 1951                 |
| USS Babbitt (DD-128)         | -               | New York Shipbuilding     | 19 février 1918   | 30 septembre 1918 | 24 octobre 1919   | Vendu pour la ferraille USA 5 juin 1946                                 |
| USS DeLong (DD-129)          | -               | New York Shipbuilding     | 21 février 1918   | 29 octobre 1918   | 20 septembre 1919 | Échoué 1er décembre 1921 puis vendu pour la ferraille 25 septembre 1922 |
| USS Jacob Jones (DD-130)     | -               | New York Shipbuilding     | 21 février 1918   | 20 novembre 1918  | 20 octobre 1919   | Coulé au combat 28 février 1942                                         |
| USS Buchanan (DD-131)        | HMS Campbeltown | Bath Iron Works           | 29 juin 1918      | 2 janvier 1919    | 20 janvier 1919   | Perdu Raid St-Nazaire 29 mars 1942                                      |
| USS Aaron Ward (DD-132)      | HMS Castleton   | Bath Iron Works           | 11 août 1918      | 10 avril 1919     | 21 avril 1919     | Vendu pour la ferraille USA 1947                                        |
| USS Hale (DD-133)            | HMS Caldwell    | Bath Iron Works           | 7 octobre 1918    | 29 mai 1919       | 12 juin 1919      | Vendu pour la ferraille Grande-Bretagne septembre 1944                  |
| USS Crowninshield (DD-134)   | HMS Chelsea     | Bath Iron Works           | 5 novembre 1918   | 24 juillet 1919   | 6 août 1919       | Vendu pour la ferraille Grande-Bretagne 23 juin 1949                    |
| USS Tillman (DD-135)         | HMS Wells       | Charleston Navy Yard      | 29 juillet 1918   | 7 juillet 1918    | 10 avril 1921     | Vendu pour la ferraille Grande-Bretagne 24 juillet 1945                 |
| USS Boggs (DD-136)           | DMS-3           | Mare Island Navy Yard     | 15 novembre 1917  | 25 avril 1918     | 23 septembre 1918 | Vendu pour la ferraille USA 27 novembre 1946                            |
| USS Kilty (DD-137)           | -               | Mare Island Navy Yard     | 15 décembre 1917  | 25 avril 1918     | 17 décembre 1918  | Vendu pour la ferraille USA 26 août 1946                                |
| USS Kennison (DD-138)        | -               | Mare Island Navy Yard     | 14 février 1918   | 8 juin 1918       | 2 avril 1919      | Vendu pour la ferraille USA 18 novembre 1946                            |
| USS Ward (DD-139)            | APD-16          | Mare Island Navy Yard     | 15 mai 1918       | 1 juin 1918       | 24 juillet 1918   | Coulé par kamikaze 7 décembre 1944                                      |
| USS Claxton (DD-140)         | HMS Salisbury   | Mare Island Navy Yard     | 25 avril 1918     | 14 janvier 1919   | 13 septembre 1919 | Vendu pour la ferraille Grande-Bretagne 26 juin 1944                    |
| USS Halminton (DD-141)       | -               | Mare Island Navy Yard     | 8 juin 1918       | 15 janvier 1919   | 7 novembre 1919   | Vendu pour la ferraille USA 21 novembre 1946                            |
| USS Tarbell (DD-142)         | -               | William Cramp and Sons    | 31 décembre 1917  | 28 mai 1918       | 27 novembre 1918  | Vendu pour la ferraille USA 30 novembre 1945                            |
| USS Yamall (DD-143)          | HMS Lincoln     | William Cramp and Sons    | 12 février 1918   | 19 juin 1918      | 29 novembre 1918  | Vendu pour la ferraille Grande-Bretagne 23 août 1952                    |
| USS Upshur (DD-144)          | -               | William Cramp and Sons    | 19 février 1918   | 4 juillet 1918    | 23 décembre 1918  | Vendu pour la ferraille USA avril 1948                                  |
| USS Greer (DD-145)           | -               | William Cramp and Sons    | 24 février 1918   | 1 août 1918       | 31 décembre 1918  | Vendu pour la ferraille USA 30 novembre 1945                            |
| USS Elliot (DD-146)          | DMS-4           | William Cramp and Sons    | 23 février 1918   | 4 juillet 1918    | 25 janvier 1919   | Vendu pour la ferraille USA 29 janvier 1946                             |
| USS Roper (DD-147)           | -               | William Cramp and Sons    | 19 mars 1918      | 17 août 1918      | 15 février 1919   | Vendu pour la ferraille USA 31 mars 1946                                |
| USS Breckinridge (DD-148)    | -               | William Cramp and Sons    | 11 mars 1918      | 17 août 1918      | 27 février 1919   | Vendu pour la ferraille USA 31 octobre 1946                             |
| USS Bamey (DD-149)           | -               | William Cramp and Sons    | 26 mars 1918      | 5 septembre 1918  | 14 mars 1919      | Vendu pour la ferraille USA 13 octobre 1946                             |
| USS Blakeley (DD-150)        | -               | William Cramp and Sons    | 26 mars 1918      | 19 septembre 1918 | 8 mai 1919        | Vendu pour la ferraille USA 30 novembre 1945                            |
| USS Biddle (DD-151)          | -               | William Cramp and Sons    | 22 avril 1918     | 3 octobre 1918    | 22 avril 1919     | Vendu pour la ferraille USA 3 décembre 1946                             |
| USS Du Pont (DD-152)         | -               | William Cramp and Sons    | 2 mai 1918        | 22 octobre 1915   | 30 avril 1919     | Vendu pour la ferraille USA 12 mars 1947                                |
| USS 8s-Bemadou (DD-153)      | -               | William Cramp and Sons    | 4 juin 1918       | 7 novembre 1918   | 19 mai 1919       | Vendu pour la ferraille USA 30 novembre 1945                            |
| USS Ellis (DD-154)           | -               | William Cramp and Sons    | 8 juillet 1918    | 30 novembre 1918  | 7 juin 1919       | Vendu pour la ferraille USA 17 juillet 1947                             |
| USS Cole (DD-155)            | -               | William Cramp and Sons    | 25 juillet 1918   | 11 janvier 1919   | 19 juin 1919      | Vendu pour la ferraille USA 6 octobre 1947                              |
| USS J. Fred Talbott (DD-156) | -               | William Cramp and Sons    | 8 juillet 1918    | 14 décembre 1918  | 30 juin 1919      | Vendu pour la ferraille USA 22 décembre 1946                            |
| USS Dickerson (DD-157)       | APD-21          | New York Shipbuilding     | 25 mai 1918       | 12 mars 1919      | 3 septembre 1919  | Perdu par échouement après attaque kamikaze 2 avril 1945                |
| USS Leary (DD-158)           | -               | New York Shipbuilding     | 6 mars 1918       | 18 décembre 1918  | 5 décembre 1919   | Coulé au combat 24 décembre 1943                                        |
| USS Schenck (DD-159)         | -               | New York Shipbuilding     | 26 mars 1918      | 23 avril 1919     | 30 octobre 1919   | Vendu pour la ferraille USA 25 novembre 1946                            |
| USS Herbert (DD-160)         | -               | New York Shipbuilding     | 9 avril 1918      | 8 mai 1919        | 21 novembre 1919  | Vendu pour la ferraille USA 23 mai 1946                                 |
| USS Palmer (DD-161)          | DMS-5           | Bethlehem Fore River      | 29 mai 1918       | 18 août 1918      | 22 novembre 1918  | Coulé au combat 7 janvier 1945                                          |
| USS Thatcher (DD-162)        | HMCS Niagara    | Bethlehem Fore River      | 8 juin 1918       | 31 août 1918      | 14 janvier 1919   | Vendu pour la ferraille Grande-Brelagne 1946                            |
| USS Walker (DD-163)          | -               | Bethlehem Fore River      | 19 juin 1918      | 14 septembre 1918 | 31 janvier 1919   | Perdu par échouement 28 décembre 1941                                   |
| USS Crosby (DD-164)          | -               | Bethlehem Fore River      | 23 juin 1918      | 28 septembre 1918 | 24 janvier 1919   | Vendu pour la ferraille USA 23 mai 1946                                 |
| USS Meredith (DD-165)        | -               | Bethlehem Fore River      | 26 juin 19118     | 22 septembre 1918 | 29 janvier 1919   | Vendu pour la ferraille USA 29 septembre 1936                           |
| USS Bush (DD-166)            | -               | Bethlehem Fore River      | 4 juillet 1918    | 27 octobre 1918   | 19 février 1919   | Vendu pour la ferraille USA 8 septembre 1936                            |
| USS Cowell (DD-167)          | HMS Brighton    | Bethlehem Fore River      | 15 juillet 1918   | 23 novembre 1916  | 17 mars 1919      | Vendu pour la ferraille Grande-Bretagne 28 février 1949                 |
| USS Maddox (DD-168)          | HMS Georgetown  | Bethlehem Fore River      | 20 juillet 1918   | 27 octobre 1918   | 10 mars 1919      | Vendu pour la ferraille Grande-Bretagne 16 septembre 1952               |
| USS Foote (DD-169)           | HMS Roxborough  | Bethlehem Fore River      | 7 août 1918       | 14 décembre 1918  | 21 mars 1919      | Vendu pour la ferraille Grande-Bretagne 14 mai 1949                     |
| USS Kalk (DD-170)            | HMCS Hamilton   | Bethlehem Fore River      | 4 mars 1917       | 21 décembre 1918  | 29 mars 1919      | Vendu pour la ferraille Grande-Bretagne 1945                            |
| USS Bums (DD-171)            | DM-11           | Union Iron Works          | 15 avril 1918     | 4 juillet 1918    | 7 août 1919       | Vendu pour la ferraille USA 22 avril 1932                               |
| USS Anthony (DD-172)         | DM-12           | Union Iron Works          | 18 avril 1918     | 10 août 1918      | 19 juin 1919      | Coulé comme cible 22 juillet 1937                                       |
| USS Sproston (DD-173)        | DM-13           | Union Iron Works          | 20 avril 1918     | 10 août 1918      | 12 juillet 1919   | Coulé comme cible 20 juillet 1937                                       |
| USS Rizal (DD-174)           | DM-14           | Union Iron Works          | 26 juin 1918      | 21 septembre 1918 | 28 mai 1919       | Vendu pour la ferraille USA 25 février 1932                             |
| USS Mackenzie (DD-175)       | HMCS Annapolis  | Union Iron Works          | 4 juillet 1918    | 29 septembre 1919 | 25 juillet 1919   | Vendu pour la ferraille Canada 4 juin 1945                              |
| USS Renshaw (DD-176)         | -               | Union Iron Works          | 8 mai 1918        | 21 septembre 1918 | 31 juillet 1919   | Vendu pour la ferraille USA 29 septembre 1936                           |
| USS O'Bannon (DD-177)        | -               | Union Iron Works          | 12 novembre 1918  | 28 février 1919   | 27 août 1919      | Vendu pour la ferraille USA 29 septembre 1936                           |
| USS Hogan (DD-178)           | DMS-6           | Union Iron Works          | 25 novembre 1918  | 12 avril 1919     | 1 octobre 1919    | Coulé comme cible 8 novembre 1945                                       |
| USS Howard (DD-179)          | DMS-7           | Union Iron Works          | 9 décembre 1918   | 26 avril 1919     | 29 janvier 1920   | Vendu pour la ferraille USA 14 juin 1946                                |
| USS Stansbury (DD-180)       | DMS-8           | Union Iron Works          | 9 décembre 1918   | 16 mai 1919       | 8 janvier 1920    | Vendu pour la ferraille USA 25 janvier 1947                             |
| USS Hopewell (DD-181)        | HMS Bath        | Newport News Shipbuilding | 19 janvier 1918   | 8 juin 1918       | 22 mars 1919      | Coulé au combat 19 août 1941                                            |
| USS Thomas (DD-182)          | HMS St Albans   | Newport News Shipbuilding | 23 mars 1918      | 4 juillet 1918    | 25 avril 1919     | Vendu pour la ferraille Grande-Bretagne 23 février 1949                 |
| USS Haraden (DD-183)         | HMS Columbia    | Newport News Shipbuilding | 30 mars 1918      | 4 juillet 1918    | 7 juin 1919       | Vendu pour la ferraille Grande-Bretagne août 1945                       |
| USS Abbot (DD-184)           | HMS Charlestown | Newport News Shipbuilding | 5 avril 1918      | 4 juillet 1918    | 19 juillet 1919   | Vendu pour la ferraille Grande-Bretagne 1947                            |
| USS Bagley (DD-185)          | HMS St Marys    | Newport News Shipbuilding | 11 mai 1918       | 19 octobre 1918   | 27 août 1919      | Vendu pour la ferraille Grande-Bretagne 1945                            |

## Histoire du service

### Dans l'US Navy
Quelques navires de classe Wickes sont achevés à temps pour servir lors de la Première Guerre mondiale, certains avec la flotte de combat, certains comme escortes de convoi ; aucun n'a été perdu. L'USS DeLong (DD-129) s'échoue en 1921 ; l'USS Woolsey (DD-77) coule après une collision en 1921. Beaucoup de destroyers de classe Wickes sont convertis à d'autres usages dès 1920, avec 14 navires convertis en mouilleur de mines légers (DM). Six d'entre eux sont démolis en 1932 et remplacé par cinq conversions supplémentaires. Quatre autres sont convertis en auxiliaires ou moyens de transports à ce moment-là. Quatre classe Wickes convertis et quatre Clemson également convertis en mouilleur servent dans la Seconde Guerre mondiale. Pendant les années 1930, 23 autres sont mis au rebut, vendu ou coulé comme cibles. Cela est principalement dû à un remplacement général de 61 destroyers équipé de chaudière Yarrow en 1930-31, alors que ces chaudières rencontrent un problème d’usure rapide. Les flush-deckers en réserve sont commissionnés en remplacement.
À partir de 1940, la plupart des navires restants sont également convertis. Seize sont convertis en Destroyer de transport haute vitesse avec la désignation APD. Huit sont convertis en destroyer dragueur de mines (DMS). La plupart des navires restant en service pendant la Seconde Guerre mondiale sont réarmés avec un double canon de 3 pouces/50 calibres pour une meilleure protection anti-aérienne. Les destroyers convertis en transport d'hydravions reçoivent l’appellation AVD et deux de ces canons ; les transports APD, les mouilleurs de mines DM et les dragueurs de mines DMS reçoivent trois canons, et ceux conservant la classification de destroyer en reçoivent six. Le faible angle des canons de 4 pouces Mark 9 poussent à retirer ces derniers et les transférer à des navires marchands équipés pour la protection anti-sous-marine. En outre, la moitié des tubes lance-torpilles est enlevée aux navires de la classe Wickes qui conservent la fonction de destroyer classique ; toutes les torpilles sont en revanche retirées des navires convertis. On retire aussi à la quasi-totalité des navires, la moitié des chaudières pour augmenter les capacités de carburant et le rayon d'action, en contrepartie, la vitesse diminue à 25 nœuds (46 km/h),.
Parmi les navires de classe Wickes, l'USS Ward (DD-139) a une carrière mouvementée. Il est construit en un temps record : sa quille est posée le 15 mai 1918, lancé seulement 17 jours plus tard, le 1er juin 1918, et il est commissionné seulement 54 jours après, le 24 juillet 1918. Il est crédité des premiers tirs américains lors de l'attaque de Pearl Harbor le 7 décembre 1941, coulant un sous-marin de poche japonais avec ses canons avant le début de l'attaque aérienne. Le naufrage est demeuré incertain jusqu'à la découverte de l'épave du sous-marin en 2002. Transformé en transport à grande vitesse APD- 16, il est gravement endommagé par une attaque kamikaze le 7 décembre 1944, et après l'abandon du navire, ce dernier est coulé par des tirs du destroyer USS O'Brien (DD-725), commandé à ce moment par son ancien commandant lors de l'attaque de Pearl Harbor.
En tout, treize navires de classe Wickes sont perdus pendant la Seconde Guerre mondiale en service dans la marine des États-Unis. Les autres sont mis au rebut entre 1945 et 1947.

### Dans les autres marines
Vingt-trois destroyers de classe Wickes sont transférés à la Royal Navy, ainsi que quatre à la Marine royale du Canada, en 1940, en vertu du Destroyers for Bases Agreement. La plupart de ces navires sont remis en état à l'image de que la marine américaine a fait et utilisés comme escorte de convoi, mais certains sont finalement très peu utilisés et il n'est pas considéré intéressant de les réparer. L'USS Buchanan (DD-131), renommé HMS Campbeltown (I42), est déguisé en navire allemand et utilisé comme navire bélier lors de l'opération Chariot. Un autre destroyer a été coulé ; les autres sont mis au rebut entre 1944 et 1947. En 1944, sept navires sont transférés par la Grande-Bretagne à la marine soviétique, à la place des navires italiens revendiqués par l'URSS après la capitulation de l'Italie. Ces navires ont tous survécu à la guerre et ont été démolis entre 1949 et 1952.